# 斯科氏旗鱂
斯科氏旗鱂，為輻鰭魚綱鯉齒目鰕鱂亞目鰕鱂科的其中一種，為熱帶淡水魚，分布於非洲剛果民主共和國淡水流域，棲息在底中層水域，生活習性不明。

## 擴展閱讀
維基物種上的相關：斯科氏旗鱂